# Diário da Manhã (nº comemorativo)
Diário da Manhã: número comemorativo do duplo centenário foi publicado pela Companhia Nacional Editora em Dezembro de 1940 como suplemento do jornal Diário da Manhã existente entre 1931 e 1972